# Svenja Schlicht
Svenja Schlicht (* 26. Juni 1967 in Neumünster) ist eine ehemalige deutsche Schwimmerin, die für die Bundesrepublik Deutschland startete. Sie gewann 1984 mit der Lagenstaffel eine olympische Silbermedaille.
Svenja Schlicht begann ihre Karriere in Niedersachsen beim SV Nienhagen (Landkreis Celle) und wechselte 1985 nach Hamburg zum Eimsbütteler TV. Bereits mit 14 Jahren gewann sie 1981 ihren ersten Meistertitel auf der 200-Meter-Rückenstrecke. Von 1983 bis 1988 und noch einmal 1990 wurde Svenja Schlicht deutsche Meisterin über 100 Meter und über 200 Meter Rücken, weitere Titel gewann sie im Lagenschwimmen. Bei den Europameisterschaften in Rom wurde sie Vierte über 100 Meter Rücken, Sechste über 200 Meter Rücken und mit der Lagenstaffel gewann sie Bronze.
Bei den Olympischen Spielen 1984 in Los Angeles wurde Schlicht Sechste über 100 Meter und über 200 Meter Rücken. Die Lagenstaffel in der Besetzung Svenja Schlicht, Ute Hasse, Ina Beyermann und Karin Seick erreichte den zweiten Platz hinter der US-Staffel und gewann damit mit der Staffel eine Silbermedaille. Hierfür erhielten sie und ihre Staffelkameradinnen vom Bundespräsidenten das Silberne Lorbeerblatt – wie alle Medaillengewinner Olympischer Spiele. Bei den Schwimmweltmeisterschaften 1986 in Madrid belegte Schlicht den fünften Platz auf der 100-Meter-Strecke und wurde über 200 Meter Achte. 1987 bei den Europameisterschaften in Straßburg gewann Schlicht mit allen drei Staffeln Bronze, über 100 Meter Rücken erreichte sie den zweiten Platz hinter Kristin Otto aus der DDR. Über 200 Meter Rücken erschwamm sie Bronze hinter Cornelia Sirch und Kathrin Zimmermann, beide ebenfalls aus der DDR.
In Seoul bei den Olympischen Spielen 1988 wurde Schlicht als Zweite des B-Finales Zehnte über 100 Meter Rücken; auf der 200-Meter-Strecke erreichte sie das Finale und wurde Achte. Mit der Lagenstaffel erreichte sie in Seoul den siebten Platz. Zum Abschluss ihrer Karriere gewann Svenja Schlicht bei den Schwimmweltmeisterschaften 1991 in Perth noch einmal Bronze mit der Lagenstaffel in der Besetzung Svenja Schlicht, Jana Dörries, Susanne Müller und Manuela Stellmach.
Für ihre Verdienste um den Sport in Niedersachsen wurde sie in die Ehrengalerie des niedersächsischen Sports des Niedersächsischen Instituts für Sportgeschichte aufgenommen.